# Monster (manga)
Monster (japonsky モンスター Monsutá, česky Obluda) je japonská seinen manga, kterou napsal a ilustroval mangaka Naoki Urasawa. Vycházela v časopise Big Comic Original od nakladatelství Šógakukan v letech 1994 – 2001 a postupně v 18 svazcích formátu tankóbon. Vypráví příběh Kenzóa Tenmy, uznávaného japonského neurochirurga žijícího v Německu, jehož život se obrátí vzhůru nohama poté, co zachrání život pacientovi, který je ve skutečnosti nebezpečný psychopat.
Urasawa v roce 2002 napsal a ilustroval román Another Monster, který příběh převypravuje z pohledu investigativního žurnalisty. Studio Madhouse mangu adaptovalo do 74dílného anime, které se poprvé vysílalo od dubna 2004 do září 2005. Manga Monster získala mnohá ocenění a anime bylo kritiky označeno za jedno z nejlepších za celé desetiletí.

## Příběh
Píše se rok 1986 a uznávaný japonský neurochirurg Kenzó Tenma pracuje v Eislerově nemocnici v Düsseldorfu. V životě mu nic nechybí. V práci ho čeká povýšení, těší se přízni ředitele nemocnice Uda Heinemanna a jeho dceru Evu si má brzy brát. Avšak poté, co má přikázáno dát přednost v operaci slavnému opernímu pěvci před obyčejným člověkem, který kvůli tomu zemře, začne o vedení nemocnice pochybovat. Proto když nedlouho poté přivezou do nemocnice dvojčata Johana a Annu Liebertovy, rozhodne se dát Johanovi, chlapci s průstřelem lebky, přednost před düsseldorfským starostou. Johan přežije, starosta zemře. Tenma přichází o své postavení, o svou snoubenku, ale věří, že udělal správnou věc. Ředitel nemocnice Heinemann a další lékaři stojící Tenmovi v cestě jsou však náhle a za záhadných okolností zavražděni, přičemž dvojčata z nemocnice zmizí. Tenma je kvůli svému zjevnému motivu hlavním podezřelým, ačkoliv policie nemá žádný důkaz.
O devět let později je Tenma primářem chirurgického oddělení v Eislerově nemocnici. Jeden z jeho pacientů, který je vyslýchán ohledně vražd manželských párů, které se dějí po celém Německu, je zavražděn před jeho očima a nikým jiným, než Johanem Liebertem. Policie Tenmovi nevěří, a jelikož nemůže najít žádné informace o chlapci jménem Johan Liebert, myslí si, že si jej Tenma vymyslel. A tak se Tenma stává hlavním podezřelým z další vraždy. Zdrcený tím, že ačkoliv si myslel, že dělá dobrou věc, zachránil život obludě (odtud název mangy), rozhodne se, že Johana najde a zabije, aby odčinil, co provedl.

## Manga
Mangu Monster napsal a ilustroval Naoki Urasawa a vycházela postupně v časopise Big Comic Original od prosince 1994 do prosince 2001. Všech 162 kapitol pak mezi lety 1995 a 2002 vycházely ve svazcích tankóbon, kterých vyšlo dohromady 18. Manga poté vycházela v překladech i ve Spojených státech, v Německu, Francii, Nizozemsku, Španělsku, Brazílii, Argentině, Tchaj-wanu a Mexiku.

## Anime
Anime adaptaci zpracovalo studio Madhouse a poprvé se vysílala od 6. dubna 2004 do 27. září 2005 na Nippon TV. Režíroval ji Masajuki Kodžima a scénář napsal Tacuhiko Urahata. Grafických návrhů postav se ujal dlouholetý animátor studia Ghibli Kitaró Kósaka. Kromě Japonska se vysílalo i v Severní Americe a Australasii.

## Zajímavosti
- Od roku 2005 je plánován hraný film od New Line Cinema a od roku 2013 také hraný seriál na HBO. Není však známo, zda k některé z těchto adaptací opravdu dojde.
- Při svém pátrání po Johanovi Tenma stráví nějakou dobu v Praze. V anime je i několik scén, kde postavy mluví česky.
- Manga se jmenuje podle smyšlené pohádky, která je v ní často zmiňována, je psaná česky a jmenuje se Obluda, která nemá své jméno.